# Sant Pere de l'Hostal
Sant Pere de l'Hostal, o de Montardit de Baix, és una antiga església sufragània, ara en ruïnes, del poble de Montardit de Baix, al terme municipal de Sort, de la comarca del Pallars Sobirà. Pertanyia a l'antic terme d'Enviny. Està situada en el petit poble de Montardit de Baix, dalt del turonet que domina el poble pel seu costat nord-oest. Mentre estigué en ús, fou sufragània de la parroquial de Santa Cecília de Montardit de Dalt. És una obra inclosa a l'Inventari del Patrimoni Arquitectònic de Catalunya.

## Descripció
Petita construcció enrunada, de planta rectangular amb capçalera a ponent i porta a llevant, d'arc de mig punt, format per blocs rectangulars. Per damunt la porta s'obre una petita rosassa.
Al mur de migdia hi ha tres finestres, una de les quals encara conserva l'arc de mig punt.
A la capçalera, i de forma descentrada, s'obre un arc de mig punt que degué formar part d'una porta o finestra força gran, i que actualment es troba cegat. Damunt d'ell existeix un petit ull de bou.
L'església, situada a un dels vessants d'un turó que domina el llogarret, salva el fort desnivell del terreny mitjançant la construcció d'una plataforma, visible des de l'exterior, pel costat de migdia, pel diferent aparell i tècnica constructiva: la part inferior amb grans blocs ciclopis predominantment calcaris i granítics; a partir del sòl de l'interior de la nau, l'aparell del mur és de blocs de petites dimensions de pedra pissarrosa. No conserva la coberta.